# Кения на летних Олимпийских играх 1960
Кения принимала участие в Летних Олимпийских играх 1960 года в Риме (Италия) во второй раз за свою историю, но не завоевала ни одной медали.

## Состав сборной
27 спортсменов (все — мужчины) соревновались в 4 видах спорта:
- хоккей на траве
- стрельба
- лёгкая атлетика
- парусный спорт.

Самым молодым участником сборной был 19-летний хоккеист Эгберт Фернандес, самым старшим — 39-летний яхтсмен Энтони Бентли-Бакл.

## Результаты
Лучший результат кенийской сборной показал Ньяндика Майоро в беге на 5000 метров (мужчины): 6 место. Неплохо выступила и команда по хоккею на траве: они разделили 7-8 места с Объединённой командой Германии.

### Хоккей на траве
Соревнования по хоккею на траве проводились только среди мужчин. Матчи проходили 26 августа — 11 сентября на трёх стадионах Рима: Олимпийском велодроме, «Дель Марми» и «Кампо Тре Фонтане». В турнире участвовало 16 команд.
Сборная Кении была единственной командой по хоккею на траве, представлявшей африканский континент на этой Олимпиаде. В отборочном туре она попала в Группу C, где сыграла с Объединённой командой Германии, Италией и Францией. Был зафиксирован первый в истории олимпийских хоккейных турниров автогол: 1 сентября в матче с Кенией итальянец Кварто Пьянези забил мяч в свои ворота. С пятью очками кенийские хоккеисты стали лучшими в своей группе.
В четвертьфинале Кения и Великобритания сыграли самый протяжённый олимпийский хоккейный матч — он продолжался 127 минут, были сыграны шесть дополнительных периодов. Поединок плей-офф за 5-8-е места между Австралией и Кенией не удалось завершить: матч был прерван на 40-й минуте дополнительного времени из-за наступления темноты, к моменту его прерывания счёт был ничейным. По жребию победа досталась австралийцам, но кенийцы оспорили это решение. Была назначена переигровка, однако к тому времени австралийцы уже успели сыграть матч за 5-6-е места с Новой Зеландией (2:1). Его результат был аннулирован, и австралийцы в повторном матче всё же победили кенийцев, а затем вновь сыграли за 5-6-е места с новозеландцами и на этот раз уступили. Из-за проволочек остался не сыгранным матчи за 7-8-е места Германия — Кения: его планировали провести уже после церемонии закрытия Олимпиады, но немцам нужно было улетать домой, и организаторы присудили 7-е место обеим командам.
Результативные игроки: Автар Сингх Сохал, Сурджит Сингх Панесар, Сурджит Сингх Деол и другие.

### Стрельба
Соревнования по стрельбе проходили с 3 по 10 сентября. Пулевая стрельба на короткие дистанции была проведена на стрельбище им. Умберто I недалеко от центра Рима.
| Спортсмен     | Соревнование                                      | Квалификация | Квалификация | Финал | Финал |
| Спортсмен     | Соревнование                                      | Очки         | Место        | Очки  | Место |
| ------------- | ------------------------------------------------- | ------------ | ------------ | ----- | ----- |
| Эдвард Пенн   | Произвольный пистолет на 50 м                     | 340          | 41 Q         | 521   | 40    |
| Чарлз Троттер | Малокалиберная винтовка из положения лёжа на 50 м | 381          | 48 Q         | 574   | 37    |
| Петрус Висаги | Малокалиберная винтовка из положения лёжа на 50 м | 383          | 37 Q         | 571   | 43    |

### Парусный спорт
Соревнования проводились с 29 августа по 7 сентября, в пяти дисциплинах. Все дисциплины были открытыми (женщины могли выступать наравне с мужчинами). Три кенийских яхтсмена соревновались в двух дисциплинах в акватории Неаполитанского залива.
| Спортсмен                        | Дисциплина Класс гоночных яхт          | Регата | Регата | Регата         | Регата | Регата | Регата | Регата | Очки  | Итог |
| Спортсмен                        | Дисциплина Класс гоночных яхт          | 1      | 2      | 3              | 4      | 5      | 6      | 7      | Очки  | Итог |
| -------------------------------- | -------------------------------------- | ------ | ------ | -------------- | ------ | ------ | ------ | ------ | ----- | ---- |
| Дэниел Маккензи                  | Финн одноместный швертбот              | 25     | 21     | 26             | 28     | 34     | 16     | 25     | 1,686 | 29   |
| Энтони Бентли-Бакл Роналд Блэкер | Летучий голландец двухместный швертбот | 8      | 14     | не финишировал | 13     | 15     | 18     | 19     | 2,680 | 20   |